# Łokacz Mały
Łokacz Mały – wieś w Polsce położona w województwie wielkopolskim, w powiecie czarnkowsko-trzcianeckim, w gminie Krzyż Wielkopolski, między miastem Krzyż Wielkopolski, a jeziorem Łokacz (Królewskim). 
Z miastem łączy ją wspólna ulica Mickiewicza, która prowadzi do Ośrodka Wypoczynkowego nad jeziorem. Na przełomie lat 70. i 80. minionego wieku powstało tu osiedle domków jednorodzinnych, pobudowanych przez mieszkańców Krzyża. Obecnie trwa dalsza zabudowa tych terenów, a Łokacz Mały stał się „sypialnią” dla Krzyża. Na terenie wsi pozostały jedynie trzy gospodarstwa rolne, a miejscowa ludność utrzymuje się z pracy w mieście oraz z usług wykonywanych przez miejscowych przedsiębiorców.
Wieś posiada infrastrukturę komunalną, która jest w ciągłej rozbudowie pod potrzeby rozwijającego się budownictwa. Przy jeziorze Łokacz czynny jest stadion i boisko klubu „Drawa”. Opodal usytuowany jest ośrodek rekreacyjny. Przy jeziorze znajduje się strzeżone kąpielisko. 
W latach 1954–1957 wieś należała i była siedzibą władz gromady Łokacz Mały, po jej zniesieniu w gromadzie Krzyż. W latach 1975–1998 wieś administracyjnie należała do województwa pilskiego.
Zobacz też: Łokacz Wielki